# أليس ضعيف
الأليس الضعيف نوع نباتي يتبع جنس الأليس من الفصيلة الصليبية.

## البيئة والانتشار
موطنه جزيرة كريت.